# Gołem Grad

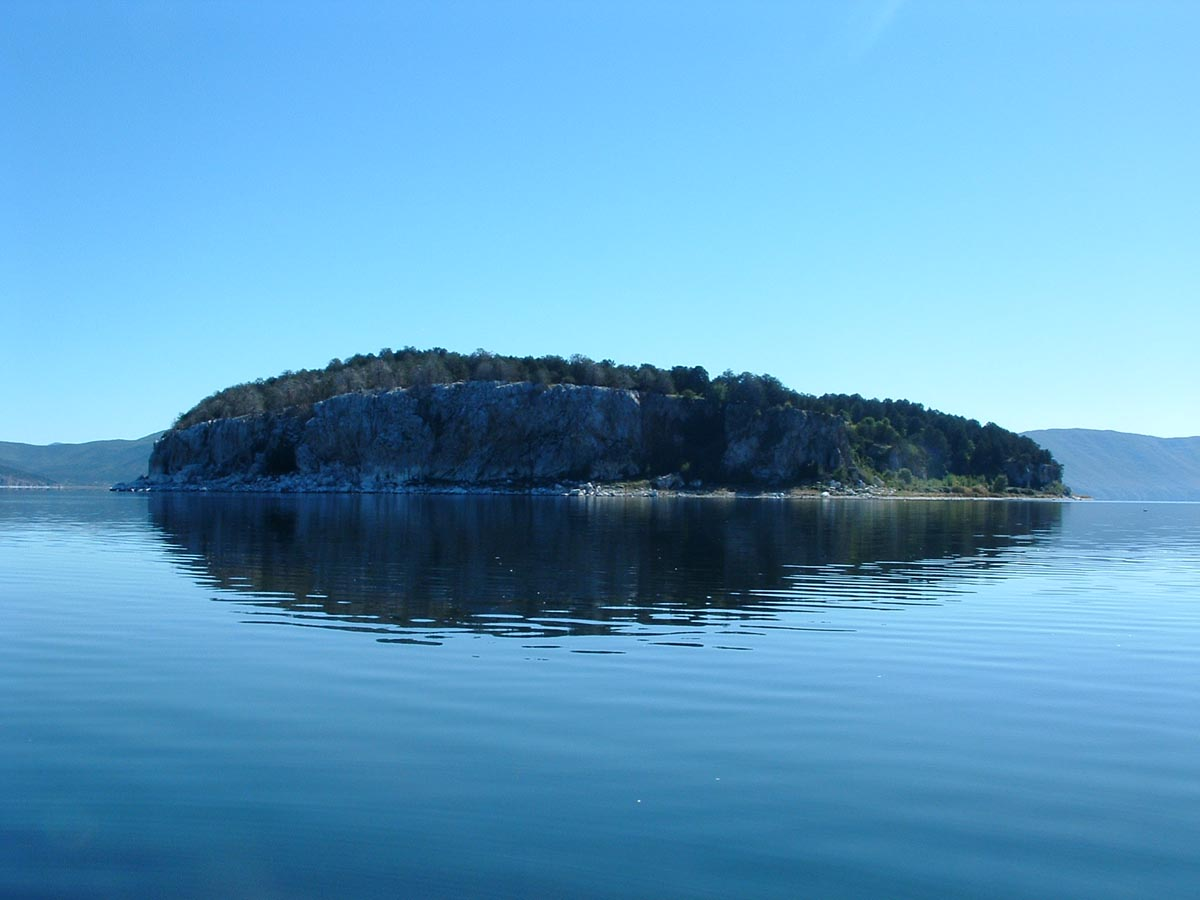
Wyspa Gołem Grad widziana z jeziora Prespa

Mapa wyspy

Gołem Grad lub Golem Grad (mac. Голем Град – trl. Golem Grad, trb. Gołem Grad) - wyspa w południowo-zachodniej Macedonii Północnej leżąca na jeziorze Prespa, kilka kilometrów od terytorium Grecji i Albanii. Powierzchnia wyspy wynosi 0,18 km². W sierpniu 2008 r. wyspa została otwarta dla turystów.

## Opis
Gołem Grad ma powierzchnię 18 hektarów, jej długość wynosi 600, a szerokość 350 metrów. Wyspa obecnie jest niezamieszkana. Najbliższą miejscowością jest oddalona o 2 km wieś Końsko.